# Boissy-Maugis
Boissy-Maugis település Franciaországban, Orne megyében. Lakosainak száma 358 fő (2013). Boissy-Maugis Bizou és Bellou-sur-Huisne községekkel határos.

## Népesség
A település népességének változása:
| Lakosok száma | 471  | 416  | 387  | 380  | 351  | 374  | 386  | 358  |
|               | 1962 | 1968 | 1975 | 1982 | 1990 | 1999 | 2008 | 2013 |